# Pamphilos von Caesarea

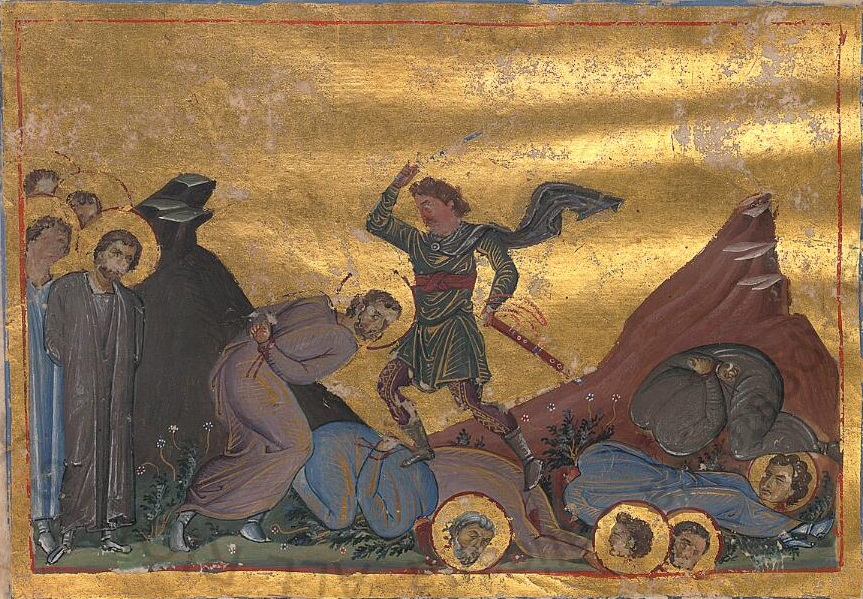
Pamphilos von Caesarea, byzantinische Miniatur aus dem Menologion des Basileios II. um 985. Vatikanische Bibliothek, Rom

Pamphilos von Caesarea (altgriechisch Πάμφιλος ὁ Καισάρειος, latinisiert Pamphilus; * um 240 in Beirut; † Februar 309 in Caesarea Maritima) war ein christlicher Theologe, Heiliger und Märtyrer. Er galt als einer der bedeutendsten christlichen Gelehrten seiner Zeit, begründete eine Schule in Caesarea Maritima in der Nachfolge von Origenes und baute dort eine umfangreiche Bibliothek auf. Er war der Lehrer von Eusebius von Caesarea, der das Leben (Vita) des Pamphilos in einem heute verlorenen, nur durch Zitate bekannten Buch schilderte.

## Leben
Nach dem Buch Über die palästinensischen Märtyrer von Eusebius stammte er aus einer angesehenen, wohlhabenden Familie in Beirut, erhielt dort eine gute Erziehung und verließ Beirut, nachdem er all seine Habe an Bedürftige verschenkt hatte. Nach Photios, der Pamphilos’ Apologie des Origenes folgt, ging er nach Alexandria, wo er Schüler des Leiters der Katechetenschule Pierius war und Anhänger der Lehre des Origenes.
In Caesarea wurde Pamphilos zum Priester geweiht (Presbyter). Er baute die damals berühmte christliche Bibliothek von Caesarea auf, wofür er selbst die Werke des Origenes eigenhändig kopierte (Hieronymus, De viris illustribus). Unter anderem befand sich in der Bibliothek die wahrscheinlich einzige Kopie der Hexapla von Origenes, einer Bibelausgabe in sieben parallelen griechischen Versionen, die noch Hieronymus selbst einsehen konnte. Die Bibliothek enthielt auch eine heute verlorene hebräische Fassung eines Matthäus zugeschriebenen Evangeliums (Hieronymus, De viris illustribus, Kapitel 3), wahrscheinlich eines der drei bekannten judenchristlichen Evangelien (siehe Nazaräerevangelium). Hieronymus berichtet, dass Pamphilos arme Gelehrte unterstützte und mit Kopien biblischer Schriften versorgte, die er für diese Zwecke vorrätig hatte. Er gab auch Kopien an Frauen zum Studium. Die Bibliothek erlitt Verluste durch die römischen Christenverfolgungen, bestand aber wahrscheinlich bis zur Eroberung durch die Sarazenen 638.
Im November des Jahres 307 wurde Pamphilos im Rahmen der Diokletianischen Christenverfolgung verhaftet, gefoltert und ins Gefängnis geworfen. Zuvor war einer seiner Schüler (Apphianus) auf grausame Weise hingerichtet worden, nachdem er den Statthalter in Caesarea bei einem Opfer gestört hatte. Er handelte aus eigenem Antrieb, die Pläne dazu hatte er zuvor vor anderen Christen verborgen. In der Gefangenschaft setzte Pamphilos seine Arbeit fort und arbeitete mit Eusebius an einer Apologie von Origenes, die der ebenfalls inhaftierte Eusebius dann ergänzte und herausgab. Im Februar 309 wurde Pamphilos mit anderen christlichen Führungspersönlichkeiten enthauptet. Vermutlich gehörte auch einer seiner Gefolgsmänner Patriklos dazu. Zuvor musste er noch erleben, wie sein Lieblingsschüler (und Sklave) Porphyrios hingerichtet wurde, weil er um die Herausgabe der Leichen von Pamphilos und dessen Genossen nach deren angesetzter Hinrichtung gebeten hatte, um diese zu bestatten.
Von seiner Apologie des Origenes ist nur das erste Buch (von sechs) in lateinischer Übersetzung von Rufinus von Aquileia überliefert.
Er ist ein Heiliger der römisch-katholischen und orthodoxen Kirche. Sein Gedenktag ist der 16. Februar (römisch-katholisch) und 1. Juni (orthodox).